# Liste der Monuments historiques in Missery
Die Liste der Monuments historiques in Missery führt die Monuments historiques in der französischen Gemeinde Missery auf.

## Liste der Immobilien
| Bezeichnung        | Beschreibung | Standort                 | Kennzeichnung | Schutzstatus | Datum | Bild           |
| ------------------ | --- | ------------------------ | ------------- | ------------ | ----- | -------------- |
| Château de Missery | Burg, 14. Jahrhundert, in der zweiten Hälfte des 18. Jahrhunderts zum Schloss umgebaut; mit Wassergraben und Teilen der Innenausstattung | Route de Fontangy (Lage) | PA00112544    | Classé       | 1981  | weitere Bilder |

## Liste der Objekte
| Bezeichnung                   | Beschreibung                                                                             | Standort                                    | Kennzeichnung | Schutzstatus | Datum | Bild |
| ----------------------------- | ---------------------------------------------------------------------------------------- | ------------------------------------------- | ------------- | ------------ | ----- | ---- |
| Skulptur Johannes Evangelist  | Kalkstein, zweite Hälfte des 15. Jahrhunderts                                            | in der Kirche St-Michel (Lage)              | PM21001511    | Classé       | 1929  |      |
| Skulptur Schmerzensmann       | Kalkstein, farbig gefasst, 17. Jahrhundert                                               | in der Kapelle Dieu-de-Pitié (Lage)         | PM21001512    | Classé       | 1938  |      |
| Gemälde Kreuzabnahme          | Ölfarbe auf Leinwand, 17. Jahrhundert                                                    | in der Kirche St-Michel (Lage)              | PM21003515    | Inscrit      | 1974  |      |
| Wandvertäfelung               | Holz, teilweise bemalt, 17. Jahrhundert                                                  | im Château de Missery (Nordwestturm) (Lage) | PM21001513    | Classé       | 1981  |      |
| Gemälde Petrus und Paulus     | Ölfarbe auf Leinwand, Ende des 17. Jahrhunderts                                          | in der Kirche St-Michel (Lage)              | PM21003970    | Inscrit      | 1992  |      |
| Gemälde Darstellung des Herrn | Ölfarbe auf Leinwand, zweite Hälfte des 18. Jahrhunderts; nach Jean Restout dem Jüngeren | in der Kirche St-Michel (Lage)              | PM21004181    | Inscrit      | 1995  |      |